# 庫尼奇
49°18′17″N 24°37′46″E / 49.30472°N 24.62944°E
庫尼奇（烏克蘭語：Куничі），是烏克蘭西部的村莊，隸屬伊萬諾-弗蘭科夫斯克州的伊萬諾-弗蘭科夫斯克區。該村始建於1438年，面積2.06平方公里，海拔高度240米，2001年人口228，人口密度每平方公里110.8人。